# Naranjo de Alajuela

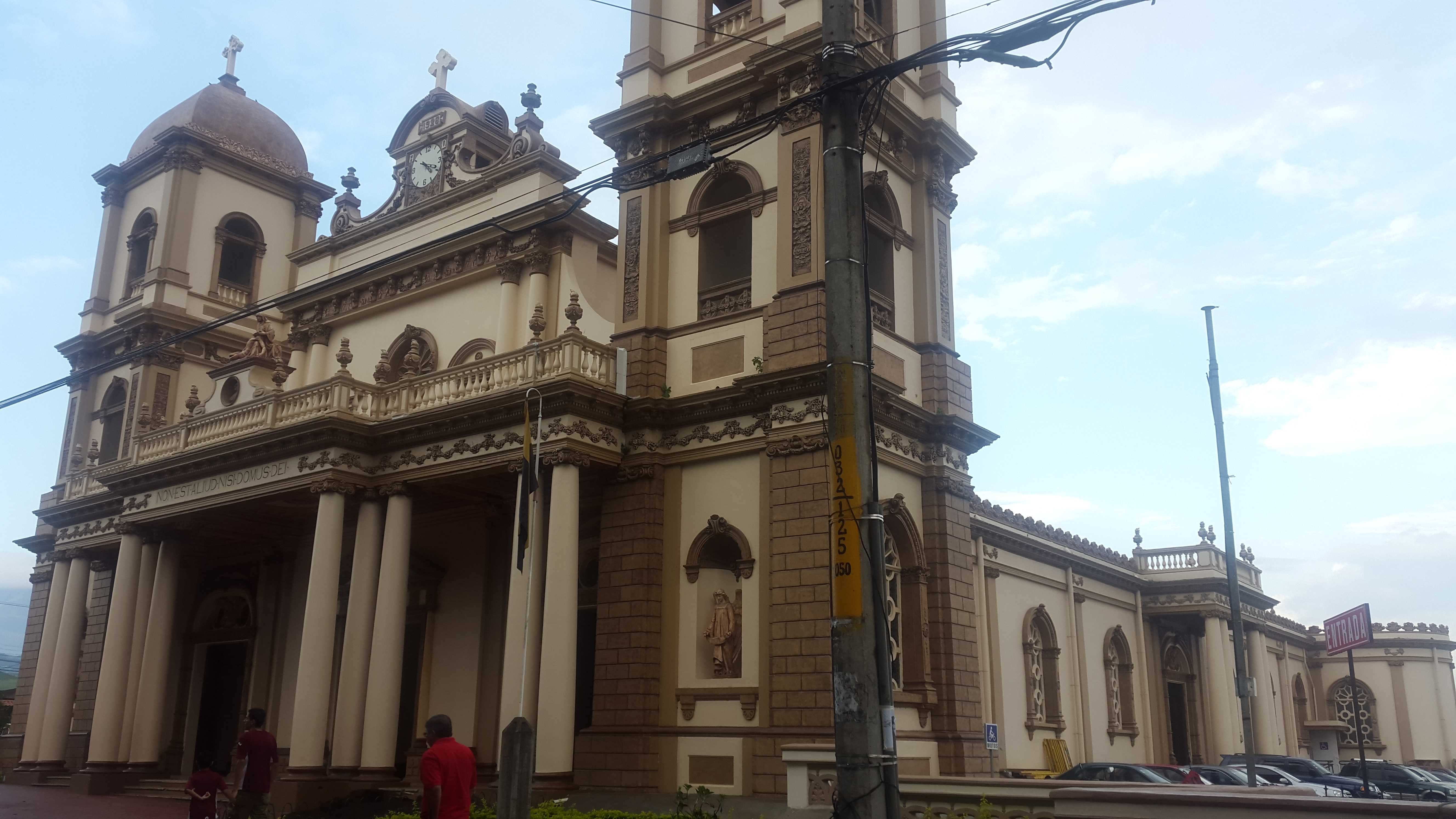
Quang cảnh một nhà thờ nổi tiếng tại Naranjo, Costa Rica

Naranjo là thành phố, thủ phủ của tổng Naranjo, tỉnh Alajuela, Costa Rica. Nó cũng là tên của Distrito (huyện) bao gồm cả thành phố. Huyện Naranjo có diện tích 25,75 km ², và dân số là 19.760 người.
Thành phố nằm ở độ cao 1.043 mét trên mực nước biển, trong cao nguyên Thung lũng Trung tâm Costa Rica (Valle Central) Cách thủ phủ của tỉnh Alajuela 31 km về phía Tây Bắc và cách thủ đô San José 47 km